# Montigny-le-Bretonneux
Montigny-le-Bretonneux este un oraș în Franța, în departamentul Yvelines, în regiunea Île-de-France. Orașul este înfrățit cu comuna Lunca din județul Mureș.
1. ↑  répertoire géographique des communes, accesat în 26 octombrie 2015
2. ↑  dataset of postal codes in France, 1 octombrie 2018